# Ташкин, Михаил Александрович

Бюст на аллее Героев в городе Пласт

Михаил Александрович Та́шкин (14 февраля 1918, Сыртинский, Кизильский район — 30 апреля 1945, Чехия) — советский военнослужащий, командир орудийного расчёта 31-й горнострелковой бригады (38-я армия, 4-й Украинский фронт), старший сержант, Герой Советского Союза.

## Биография
Михаил Александрович Ташкин родился 14 февраля 1918 года в посёлке Сыртинка ныне Кизильского района Челябинской области в крепкой казачьей семье.
Родители — Александр Фёдорович и Антонина Ивановна работали в колхозе. В семье Ташкиных было 8 детей — три дочери и пять сыновей. Ташкины держали большое хозяйство. После гражданской войны их семью раскулачили.
После раскулачивания семья Ташкиных приехала в город Пласт Челябинской области. Здесь Михаил Александрович учился в школе. Окончил 7 классов. Умер отец, и мать с детьми переехала в город Учалы. Михаил устроился работать бухгалтером.
В мае 1940 года призван в армию Учалинским райвоенкоматом Башкирской АССР. Войну М. Ташкин встретил курсантом школы младших командиров-артиллеристов.
27 июня 1941 года Михаилу присвоено звание младшего сержанта. Через три дня он стал наводчиком 76-миллиметровой пушки в дивизионе горнострелковой бригады, заслонившей путь фашистам на порт Кандалакша. В конце второго месяца войны он был назначен командиром орудийного расчёта.
Весной 1942 года Михаил участвовал в боях за города Мурманск и Кандалакшу. Здесь его ранило. В боях на мурманском направлении его ранило вторично. К тому времени ему уже было присвоено звание старшего сержанта, он награждён орденами Красного Знамени и Отечественной войны I степени.
Командир орудия Ташкин особо отличился в боях с фашистами за освобождение Чехословакии, где и погиб.
Похоронен он вместе с пятнадцатью своими боевыми товарищами, павшими в бою в городе Глучин (Чехия).

## Подвиг
«2 апреля 1945 года небольшая группа наших бойцов и офицеров, выйдя к Одеру, на узком участке форсировала реку, заняла плацдарм. Используя танки и самоходные орудия, противник перешёл в контратаку. Наш десант нуждался в орудиях прямой наводки. М. А. Ташкин под непрерывным огнём противника на самодельном плоту переплыл через Одер, развернул пушку и вступил в смертельную схватку, отбив три контратаки и уничтожив восемь немецких танков. Пушка Ташкина прикрыла переправу и дала возможность перебросить через Одер всю батарею и свежие силы автоматчиков.
Десять суток шла схватка на занятом плацдарме. Свыше тридцати контратак отразили советские воины. При этом только артиллерийский расчёт старшего сержанта Михаила Ташкина уничтожил до 200 гитлеровцев, разбил 15 пулемётов, сжёг три танка противника и своими действиями обеспечил расширение плацдарма».
15 мая 1946 года Президиум Верховного Совета СССР присвоил Михаилу Александровичу Ташкину высокое звание Героя Советского Союза.

## Награды
- Медаль «Золотая Звезда» Героя Советского Союза (15.05.1946)[2];
- орден Ленина (15.05.1946);
- орден Красного Знамени (08.12.1944)[5];
- орден Отечественной войны I степени (01.12.1944)[6];
- орден Красной Звезды (14.09.1944)[7];
- орден Славы III степени (20.05.1945)[8];
- медали;
- знак «Отличный артиллерист».

## Память
Около дома, в котором он жил, в посёлке Сыртинка установлена мемориальная доска. В городе Пласт Челябинской области установлен бюст Героя.